# (11754) Herbig
(11754) Herbig ist ein Asteroid des Hauptgürtels, der am 24. September 1960 von den niederländischen Astronomen Cornelis Johannes van Houten, Ingrid van Houten-Groeneveld und Tom Gehrels am Palomar-Observatorium (IAU-Code 675) in Kalifornien entdeckt wurde.
Der Asteroid wurde am 6. März 2004 nach dem Astronomen George Howard Herbig benannt, dessen Forschungsgebiet die Sternentstehung und der ein Namensgeber der Herbig-Haro-Objekte ist.